# Information-Centric Networking
Il termine Information Centric Networking (ICN) è apparso intorno al 2006, ispirato da Google Tech Talk di Van Jacobson "Un nuovo modo di guardare Networking". ICN è un approccio per far evolvere l'infrastruttura di Internet da un paradigma host-centrico basato sulla connettività perpetua e il principio end-to-end, a un'architettura di rete in cui il punto focale sono "informazioni nominative". I dati diventano indipendenti dalla posizione, dall'applicazione, dall'archiviazione e dai mezzi di trasporto, consentendo la memorizzazione e la replica nella rete. I vantaggi attesi sono l'aumento dell'efficienza, una migliore scalabilità rispetto alla domanda di informazioni / larghezza di banda e una maggiore robustezza in scenari di comunicazione stimolanti. 
Paradigma information-centric networking (ICN): alternativa al networking IP per l'Internet del futuro. ICN è basato su un modello di comunicazione innovativo in cui il nome dei contenuti, e non la loro locazione (indirizzo dell'host ove sono memorizzati), viene usato direttamente per la ricerca e la distribuzione degli stessi. I contenuti sono suddivisi in unità autonome che possono essere memorizzate temporaneamente in un qualsiasi nodo. I dati possono essere richiesti e distribuiti per nome (routing by name). Qualsiasi nodo di rete abbia una copia del dato può rispondere ad una richiesta (ubiquitous caching). Tra i vari protocolli ICN quello più popolare nella comunità di ricerca è: Named Data Networking (NDN) proposto da Van Jacobson (Palo Alto Research Center, poi UCLA) – https://named-data.net/ – Van Jacobson talks: http://named-data.net/content-centric-networking-video/